# كاي إيشي
كاي إيشي (باليابانية: 石井魁؛ بالكانا: いしい かい) هو لاعب الرغبي ‏ ياباني، ولد في 4 أغسطس 1993.